# Moultonia
Moultonia is een geslacht van rechtvleugeligen uit de familie Trigonopterygidae. De wetenschappelijke naam van dit geslacht is voor het eerst geldig gepubliceerd in 1914 door Bolívar.

## Soorten
Het geslacht Moultonia  is monotypisch en omvat slechts de volgende soort:
- Moultonia violacea (Bolívar, 1914)